# Dryomys laniger
O arganaz anatólio (Dryomys laniger) é um roedor, da família Gliridae presente na Turquia. Apesar do nome, não deve ser confundido com outros roedores também chamados de arganaz.